# Reacciona
Reacciona es un libro editado en España en 2011 por la editorial Aguilar que reúne artículos de José Luis Sampedro, Baltasar Garzón, Federico Mayor Zaragoza, Javier Pérez de Albéniz, Javier López Facal, Carlos Martínez Alonso, Ignacio Escolar, Rosa María Artal, Àngels Martínez Castells, Juan Torres López y Lourdes Lucía. El libro, coordinado por la periodista Rosa María Artal, pretende alertar de la crisis política que recorre las sociedades actuales y en particular la sociedad española y de la necesidad de respuesta social a la corrupción, a los poderes financieros y económicos y a los poderes políticos, alejados cada vez más de la ciudadanía.

## Antecedentes:Indignaos, el libro de Hessel
El libro cuenta con el prólogo de Stéphane Hessel, autor del libro ¡Indignaos!, publicado en Francia en 2010 y en España en 2011, y en palabras del autor, la «obra exhorta a los jóvenes a indignarse, dice que todo buen ciudadano debe indignarse actualmente porque el mundo va mal, gobernado por unos poderes financieros que lo acaparan todo».

## Objetivo del libro y contenido
El libro está escrito con el ánimo de provocar la reacción frente a los peligros que, para los autores, afrontan las sociedades en el momento actual y reclama la acción, la participación y la no resignación ante el comportamiento de los poderes financieros, económicos y políticos que están disgregando los valores de las sociedades democrácticas y justas y que consideran está disolviendo la sociedad.
Los artículos reunidos en el libro Reacciona quieren explicar la situación actual y mostrar la necesidad de respuesta pacífica por buena parte de la sociedad española ante la crisis económica, política y social y que, para los autores, es una crisis del sistema. 
Para los autores, la sociedad se está jugando su solidez, su estabilidad y su equilibrio; especialmente en una generación de jóvenes que se les niega dignidad alguna, sin futuro y sin presente. Los 10 autores -de diversas disciplinas- ofrecen sus respuestas con una idea que las une: la necesidad de posicionarse y actuar, de tomar conciencia y reaccionar. Para los autores es necesario que la ciudadanía esté informada y pueda asumir su responsabilidad para impedir los atropellos de los poderes financieros, económicos y políticos alejados radicalmente de sus intereses. El objetivo claro: defender la dignidad, la democracia y el bien común.

### Índice de capítulos
- - Prólogo - Es tiempo de acción - Stéphane Hessel.
  - Introducción - Un objetivo común - Rosa María Artal.

1. Debajo de la alfombra - José Luis Sampedro.
2. Traspasar los límites de lo posible - Federico Mayor Zaragoza.
3. Reaccionar para avanzar - Baltasar Garzón.
4. Una crisis de verdad y muchas mentiras como respuesta  -Juan Torres López.
5. Las estafas cotidianas que conmocionan nuestras vidas. Privatizaciones, corrupción, invisibilidad de los cuidados y economía sumergida - Àngels Martínez Castells.
6. La sociedad desinformada - Rosa María Artal.
7. La generación estafada - Ignacio Escolar.
8. Hay que seguir renovando el panteón - Carlos Martínez y Javier López Facal
9. El derecho a la cultura - Javier Pérez de Albéniz.
10. Algo se mueve - Lourdes Lucía.